# سیارک ۳۰۹۵ عمر خیام
سیارک ۳۰۹۵ عمر خیام (به انگلیسی: ‎3095 Omarkhayyam، نامگذاری: 1980RT2) سه هزار و نود و پنجمین سیارک کشف شده‌است که در ۸ سپتامبر ۱۹۸۰ کشف شد.
این سیارک به افتخار عمر خیام دانشمند و شاعر ایرانی نامگذاری شده‌است.
قدر مطلق سیارک برابر ۱۱٫۳۰ است.